# ミッチェル・ファン・ベルヘン
ミッチェル・ファン・ベルヘン（Mitchell van Bergen、1999年8月27日 - ）は、オランダ・オス出身のサッカー選手。スタッド・ランス所属。ポジションはフォワード。

## 経歴
オランダのオスで生まれ、2015年にRJOウィレムIIからフィテッセの下部組織へと移った。同年、FCトゥウェンテ戦でトップチームデビューを果たしたが、この時のファン・ベルヘンの16歳と113日でのデビューは、クラブ史上最も若いデビューとなった。
2018年8月31日、SCヘーレンフェーンと4年契約を結んだ。
2021年8月27日、スタッド・ランスに移籍した。

## タイトル

### クラブ
フィテッセ
- KNVBカップ : 1回 (2016-17)